# Monte Rocca (Gruppo di Brenta)
Il Monte Rocca (2101 m s.l.m.) è un monte delle Dolomiti di Brenta nelle Alpi Retiche meridionali. Si trova nella catena orientale del Sottogruppo della Campa, in Val di Non, nel territorio del Parco naturale Adamello Brenta.

## Descrizione
La cima è situata nella parte meridionale della catena orientale della Campa. È un contrafforte secondario che si diparte da est dalla Cima della Sporata (2488 m) e, assieme al Monte Bedole, racchiudono la Valle del Goslada. La montagna, che appartiene al comune di Sporminore, si eleva a occidente del paese di Spormaggiore.

## Accessi
- È raggiungibile salendo dalla Malga Vecchia (1930 m), seguendo i sentieri SAT 360 e 361.[3]